# Bolesław de Vrome
Bolesław van Groot-Polen bijgenaamd de Vrome (circa 1224/1227 - Kalisz, 14 april 1279) was van 1239 tot 1247 medeheerser van het hertogdom Groot-Polen, van 1247 tot 1249 hertog van Kalisz, van 1249 tot 1250 hertog van Gniezno, van 1253 tot 1257 en van 1273 tot 1279 hertog van Gniezno-Kalisz, van 1257 tot 1279 hertog van Groot-Polen, van 1257 tot 1273 hertog van Poznań, in 1261 heerser van Ląd, van 1262 tot 1264 regent over de hertogdommen Mazovië, Płock en Czersk, van 1268 tot 1273 heerser van Bydgoszcz en van 1271 tot 1273 hertog van Inowrocław. Hij behoorde tot het huis Piasten.

## Levensloop
Hij was de tweede zoon van hertog Wladislaus Odonic van Groot-Polen en diens gemalin Hedwig, vermoedelijk prinses van Pommeren of prinses van Bohemen.
In 1239 overleed zijn vader toen hij nog minderjarig was, waarna zijn oudere broer Przemysł I, wel meerderjarig, voorlopig alleen het bestuur van het hertogdom Groot-Polen overnam. Vanaf 1241 begonnen Bolesław en Przemysł het land op te eisen dat hun vader tijdens zijn regeerperiode had verloren. Zo bemachtigden de broers in 1243 het grootste gedeelte van de hertogdommen Poznań en Gniezno, in 1244 het hertogdom Kalisz, in 1247 Santok en in 1249 Wieluń.
In 1245 werd Bolesław volwassen verklaard, waarna hij samen met zijn oudere broer Przemysł het hertogdom Groot-Polen bestuurde. Bolesław had echter liever een eigen gebied en kon zijn broer er in 1247 van overtuigen om Groot-Polen onder elkaar te verdelen, waarbij Bolesław het hertogdom Kalisz kreeg. Bolesław kreeg dan wel een eigen gebied, maar kon geen invloed uitoefenen in de buitenlandse politiek, die volledig in handen bleef van zijn broer. 
In 1249 slaagde Bolesław erin om een nieuwe herverdeling van Groot-Polen op te dringen. Ditmaal kreeg hij naast het hertogdom Kalisz ook het hertogdom Gniezno en het gebied rond de stad Wieluń, dat kort voordien terug in handen van Groot-Polen was gekomen. Hierdoor was er opnieuw vrede tussen de broers en ze steunden zelfs Koenraad I van Glogau in zijn conflict met diens broer Bolesław II van Liegnitz. Om onbekende redenen brak er in 1250 echter opnieuw een groot conflict uit tussen Przemysł I en Bolesław, waarna Bolesław door zijn broer werd gevangengezet en hij al zijn gebieden verloor.
Door de invloed van de machtige Groot-Poolse clerus werd Bolesław in april 1253 opnieuw vrijgelaten, waarna de broers zich in mei van dat jaar onder druk van de bisschop van Gniezno verzoenden. Daarna ontving Bolesław het hertogdom Gniezno-Kalisz, maar nog steeds had hij geen invloed op de buitenlandse politiek van Groot-Polen.

## Hertog van Groot-Polen
In juni 1257 overleed Przemysł I, waarna Bolesław als enige heerser van Groot-Polen overbleef. Przemysł had wel een postume zoon Przemysł II, die pas in oktober 1257 geboren was. Bolesław was dan ook regent voor zijn neef zolang die niet meerderjarig was. Hierdoor had Bolesław vanaf dan ook de buitenlandse politiek van Groot-Polen in handen. Zijn eerste daad was een permanente alliantie met Hongarije te sluiten. Dit deed hij door in 1258 te huwen met Helena, dochter van koning Béla IV van Hongarije. Ook steunde Bolesław Hongarije in de strijd met het koninkrijk Bohemen om het hertogdom Oostenrijk, waar het regerende huis Babenberg was uitgestorven. Helena en Bolesław kregen volgende kinderen:
- Elisabeth (1261/1263 - 1304), huwde in 1273 met hertog Hendrik V van Liegnitz.
- Hedwig (1270/1275 - 1339), huwde in 1293 met Wladislaus de Korte, hertog van Koejavië en koning van Polen.
- Anna (1276/1278 - voor 1300), werd zuster in het klooster van Gniezno.

Van 1258 tot 1261 was Bolesław verwikkeld in een oorlog met hertog Casimir I van Koejavië om het kasteel Ladzka. Met de steun van onder meer hertog Ziemovit I van Mazovië en groothertog Bolesław V van Polen slaagde Bolesław erin om een grote overwinning te boeken. Het kasteel Ladzka belandde terug bij Groot-Polen en in november 1259 werd er vrede gesloten. Nadat Casimir I een aantal vredesvoorwaarden weigerde uit te voeren, was er in 1261 een nieuwe militaire expeditie nodig. Ook was Bolesław verwikkeld in een jarenlang conflict met het markgraafschap Brandenburg.
In juni 1262 sneuvelde hertog Ziemovit I van Mazovië tijdens zijn strijd tegen de Litouwers. Omdat diens zoons minderjarig waren, werd Bolesław regent van de vroegere gebieden van Ziemovit: Mazovië, Płock en Czersk. Ook bemoeide Bolesław zich in een conflict tussen hertog Ziemomysł van Inowrocław en de lokale adel om diens Duitsgezinde politiek. Bij dit conflict vroeg de adel hulp aan Bolesław en in 1271 veroverde hij het hertogdom Inowrocław, waardoor Ziemomysł moest vluchten. Bolesław behield het hertogdom tot in 1273, waarna hij het aan Ziemomysłs jongere broer Leszek II schonk. 
Op binnenlands vlak onderhield Bolesław goede relaties met de kerk. Ook gaf hij enkele privileges aan de Poolse joden. Na een succesvolle militaire expeditie tegen Brandenburg begon zijn neef Przemysł II in 1273 een eigen gebied op te eisen, waarna Bolesław zijn neef het gebied rond de stad Poznań schonk.
In april 1279 overleed Bolesław in Kalisz, waarna hij begraven werd in de Sint-Petrus-en-Paulusbasiliek van Poznań. Omdat hij zonder mannelijke nakomelingen overleed, ging Groot-Polen naar zijn neef Przemysł II, die in 1295 koning van Polen zou worden. Toen Przemysł in 1296 werd vermoord, stierf de Groot-Poolse tak van het huis Piasten uit.